# 靴幅山
靴幅山（くつはばさん）は、北海道の広尾郡大樹町と浦河郡浦河町の2町にまたがる標高1,468mの山である。

## 概要
日高山脈を構成する南日高の山で、神威岳とソエマツ岳のちょうど中間にある。神威岳から登る稜線にある「靴幅リッジ」と呼ばれるまさに山名の通り靴の幅ほどしかない岩稜が特徴である。
これら2つの山にピリカヌプリを加えた南日高三山を縦走する際の途中にあるためこの山を登る人は少なくない。登山道は存在せず、靴幅リッジにおいては無雪期は藪に掴むことはできるものの多く登られる残雪期には藪が埋もれるために支えるものがないため特に滑落には注意が必要。